# Jesyk
Jesyk (hist. Issyk; kaz. Есік; ros. Есик, Jesik, tłum. drzwi, jar, wąwóz) – miasto rejonowe w Kazachstanie, w obwodzie ałmackim, w 55 kilometrach od Ałmaty. 31 017 mieszkańców (2021). Przemysł spożywczy, włókienniczy. Znane ze znaleziska Złotego Człowieka.
Prawa miejskie uzyskało w 1968 roku. Poprzednie nazwy to stanica Nadieżdinskaja (do 1918 r.) oraz stanica Issyk (1918–1968).